# Chicago Coliseum
Le Chicago Coliseum était une salle omnisports située à Chicago (États-Unis).
Ce fut le domicile des Black Hawks de Chicago de la Ligue nationale de hockey entre 1926 et 1929, puis des Zephyrs de Chicago de la National Basketball Association entre 1962 et 1963.
Il accueillait les Six Jours de Chicago.

## Histoire
Le premier Coliseum a été construit sur un terrain de 57 000 mètres carrés situé au coin de la 63e rue et de Stony Island Avenue, dans le secteur de Woodlawn, en face de l'entrée principale de l'Exposition universelle de 1893 (World's Columbian Exposition). Il ouvrit ses portes le 4 avril 1893 pour accueillir le spectacle « Wild West » de Buffalo Bill. Après l'exposition universelle, il a été ouvert pour les grands rassemblements comme la Convention nationale démocrate de 1896. C'est actuellement le site d'un YMCA.
Le second Coliseum a été construit sur Wabash Avenue, entre les 14e et 16e rues, par le fabricant de bonbons Charles F. Gunther, en 1899.

### Utilisation par les Black Hawks
Le Chicago Coliseum est la première des salles utilisée par les Black Hawks alors qu'elle existe depuis 1899. Entre la première utilisation par l'équipe de hockey et sa création, la salle a surtout servi pour des conventions politiques.
En 1926, lors de la création de la franchise, la patinoire peut accueillir jusqu'à 6 000 spectateurs. En juin 1928, Paddy Harmon promoteur de boxe annonce la construction d'une nouvelle salle pour la ville, salle qui pourra alors accueillir plus de 17 000 personnes. Harmon était sur les rangs en même temps que Frederic McLaughlin pour créer l'équipe deux ans plus tôt. Harmon investit donc 2,5 millions de dollars en apport personnel plus 7 autres millions pour financer la construction de la salle.
La salle n'étant pas prête pour le premier match de la saison 1928-1929, les Black Hawks débutent une nouvelle saison dans leur petite salle et finalement le Chicago Stadium ouvre ses portes pour la première fois le 28 mars 1929 pour un match de boxe.

## Événements
- Convention nationale du Parti démocrate, 7 au 11 juillet 1896
- Convention nationale du Parti républicain, 1904, 1908, 1912, 1916 et 1920
- Convention nationale du Parti progressiste, 1912

## Galerie

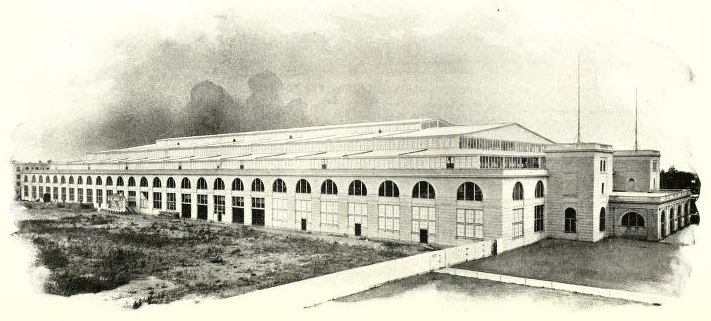
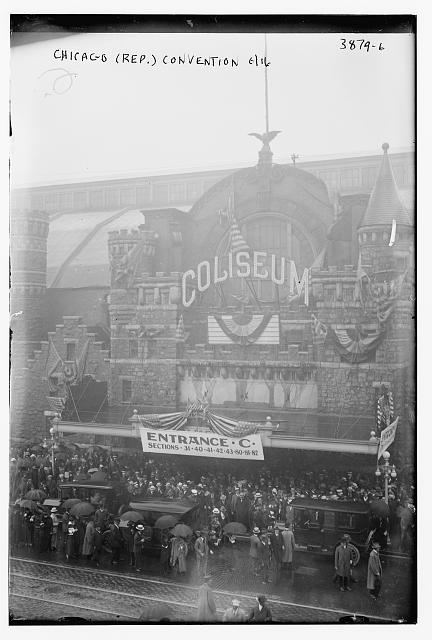
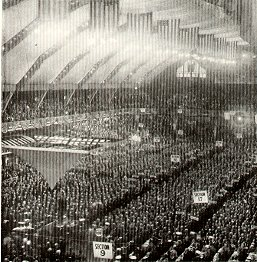
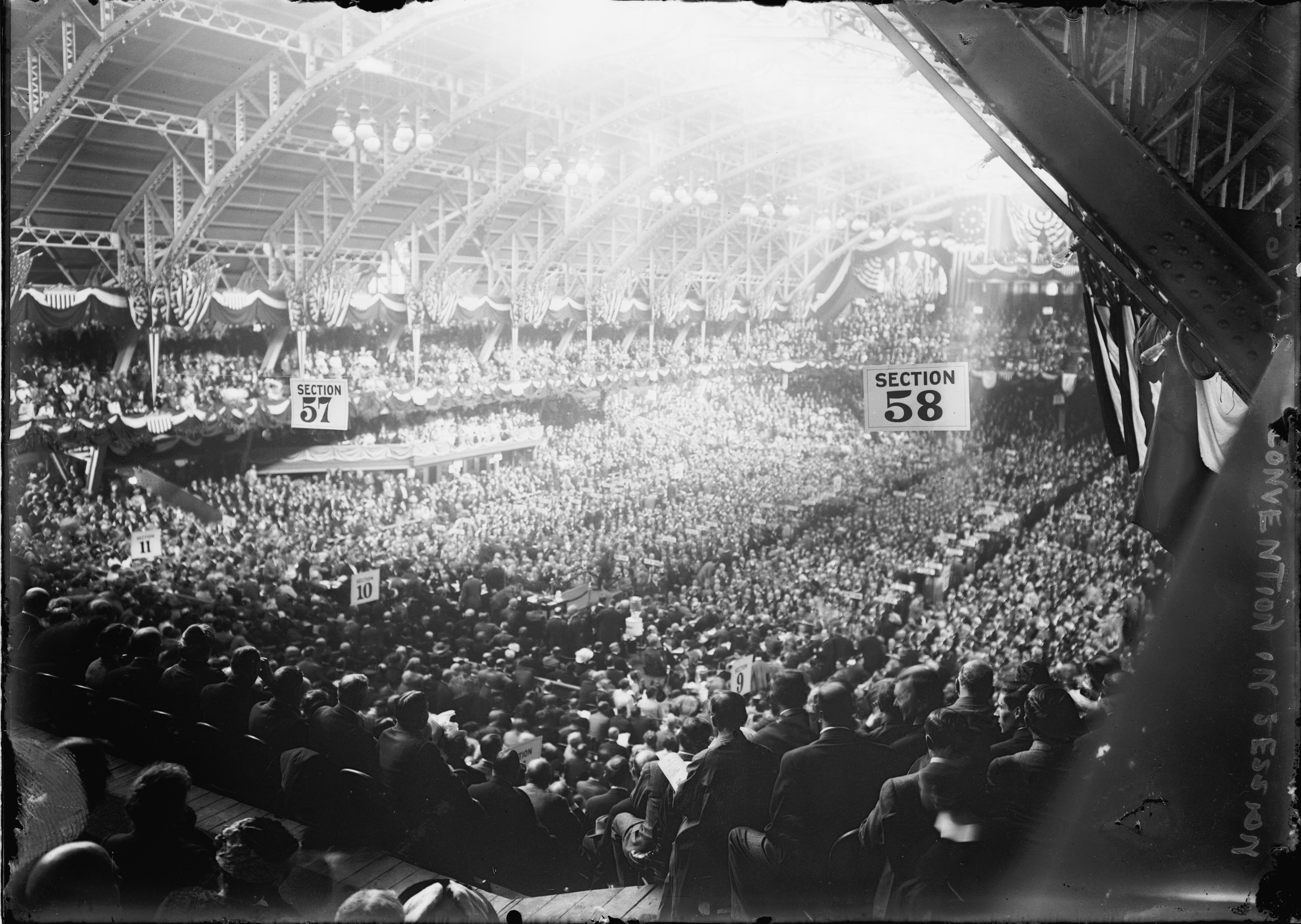